# Strandfloh
Der Strandfloh (Talitrus saltator), auch Gemeiner Strandfloh, Sand- oder Strandhüpfer genannt, ist eine Art aus der Ordnung der Flohkrebse, die oberhalb entlang der Hochwasserlinie von Sandstränden des Atlantiks, der Nord- und Ostsee und des Mittelmeeres häufig anzutreffen ist. Die Vertreter der Familie Talitridae sind die einzigen landbewohnenden Flohkrebse. Entgegen dem deutschen Namen sind diese Krebstiere stammesgeschichtlich weit entfernt von den zu den Insekten gehörenden Flöhen. 

## Merkmale
Die Tiere erreichen eine Länge von 16 Millimetern und haben einen seitlich stark abgeflachten Körper. Sie sind milchig-weiß bis hellgrau gefärbt, wobei sie bräunliche oder blaue Flecken aufweisen können. Wie alle Flohkrebse besitzen sie keinen Rückenpanzer (Carapax), so dass die einzelnen Brustsegmente sichtbar sind. Die großen, runden Komplexaugen sind schwarz und deutlich erkennbar. Während das erste (obere) Antennenpaar sehr kurz ist, erscheint das zweite – insbesondere bei den Männchen – sehr lang und endet in einer Reihe kleiner, rau gezähnter Glieder. Das Peraeon (Hauptteil des Thorax) verfügt über sieben Paare von Brustbeinen (die meisten davon sind Laufbeine), der umgeschlagene Hinterleib (Pleon) hat drei Paar Schwimmbeine und drei Paar umgewandelte Sprungbeine. Die Extremitäten des zweiten Brustbeinpaares, die sogenannten Gnathopoden, weisen ein klauenartiges Endglied auf.

## Vorkommen, Lebensweise

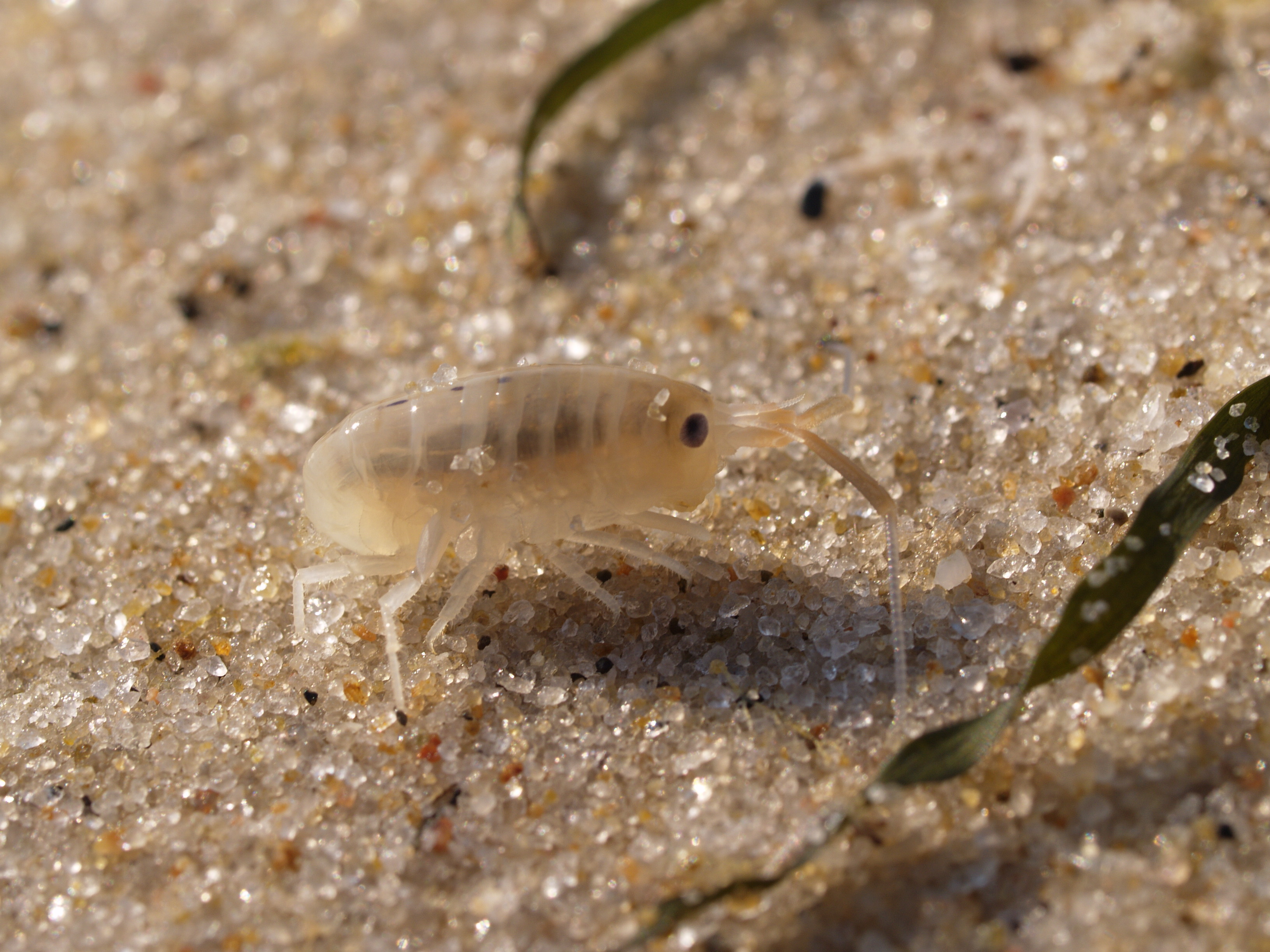
Den Hinterleib tragen Strandflöhe „umgeklappt“

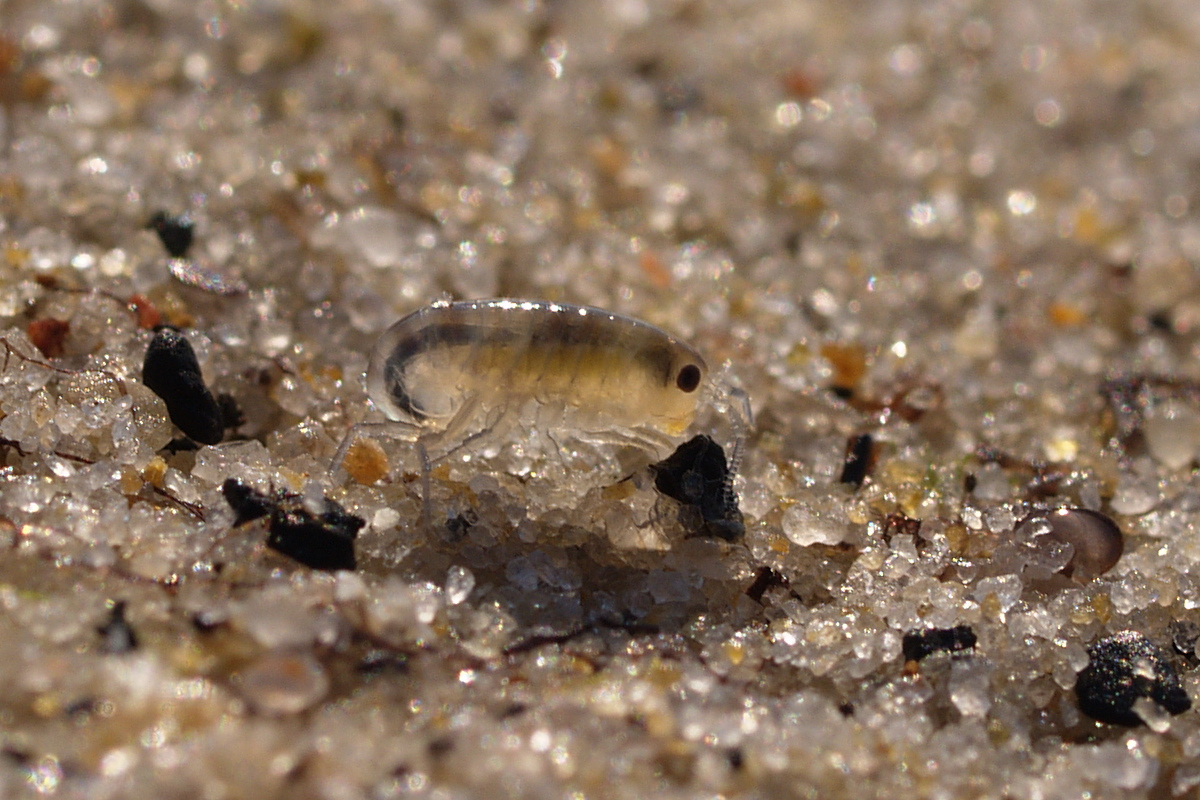
Junges Exemplar mit hoher Transparenz, man erkennt den Darm des Tieres

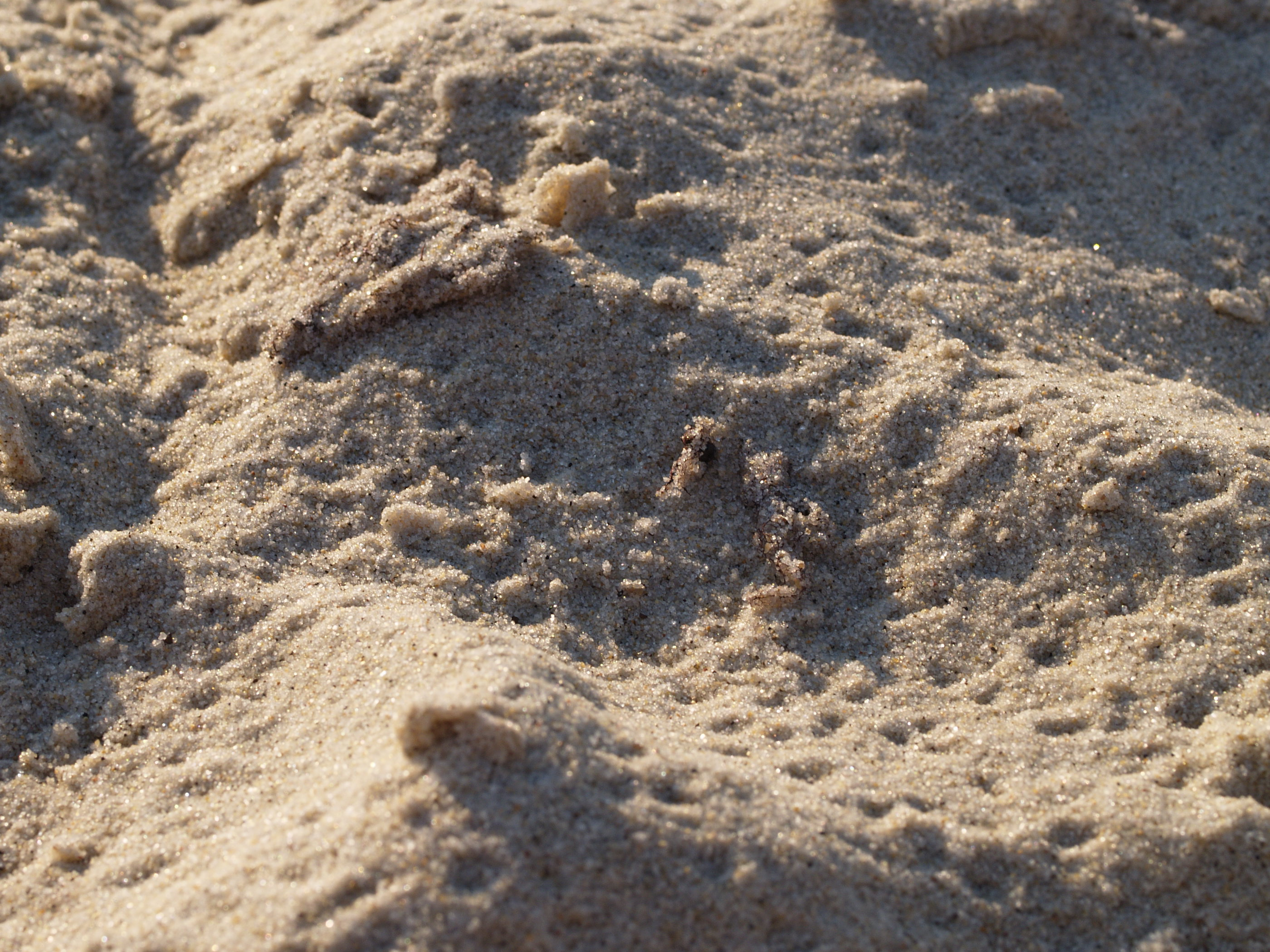
Absprungkrater im Sand

Der Strandfloh besiedelt die oberen Spülsäume (das Supralitoral) der Sandstrände des Atlantiks und seiner europäischen Nebenmeere sowie des Mittelmeeres. Tagsüber bleiben die Tiere im feuchten Sand vergraben oder unter Treibgut (Tang, Holz etc.) versteckt, um nachts in großen Scharen aktiv zu werden und auf Nahrungssuche zu gehen. Sie ernähren sich von angeschwemmten Algen und anderen pflanzlichen und tierischen Bestandteilen. Mit ruckartigen Schlägen des Hinterleibs bzw. der dort ansetzenden drei Paar Sprungbeine können Strandflöhe weite Sätze von bis zu 30 Zentimetern Distanz machen. Auf festem Sand bewegen sie sich fast nur springend vorwärts. Zur einmaligen Überwinterung sowie bei Springfluten graben sie sich mehrere Dezimeter tief in den Sand ein. Um den kürzesten Weg ins Meer und wieder zurückzufinden, sollen sich die Tiere am Stand an Sonne oder Mond orientieren.
Außer dieser Art kommen noch weitere „Strandflöhe“ verschiedener Gattungen im gleichen Lebensraum vor. Die neben dieser Art bekannteste Spezies ist Orchestia gammarella. Die Gattung Talitrus ist  mit zehn Arten vor allem circumtropisch verbreitet, Talitrus saltator in der warm-gemäßigten nordostatlantischen Region. Strandflöhe bilden eine wichtige Nahrungsgrundlage für manche strandbewohnenden Vogelarten.